# Dave Prentis
David Prentis, baron Prentis de Leeds (né le 29 mai 1948), est un syndicaliste britannique et ancien secrétaire général d'UNISON, le plus grand syndicat du Royaume-Uni.

## Biographie
Dave Prentis est né et grandit à Leeds où il fréquente le St Michael's College de 1959 à 1967. Il étudie à l'Université de Londres où il obtient un BA en histoire, puis étudie l'histoire économique à la London School of Economics. Il obtient ensuite une maîtrise en relations industrielles à l'Université de Warwick.
Il rejoint NALGO en 1975, et en 1990 il en devient le secrétaire général adjoint. Il est secrétaire général adjoint (DGS) de l'UNISON depuis sa formation en juillet 1993, lorsqu'il est formé à partir de NALGO, NUPE et CoHSE.
Dans son rôle de secrétaire général adjoint, Prentis dirige l'équipe nationale de négociation d'UNISON et supervise les fonctions d'élaboration des politiques du syndicat. Il mène également à bien un examen stratégique du syndicat, visant à mettre en œuvre des réformes clés, afin de rapprocher les services syndicaux des membres. En 2001, il succède à Rodney Bickerstaffe au poste de secrétaire général d'UNISON, après avoir été élu en février 2000. Il est réélu en mars 2005, avec 77 % des voix, en 2010 (avec 67 % des voix), et en 2015 (avec 49 % des voix).
Il est membre du conseil général du TUC, du comité exécutif du TUC et du comité de liaison du parti travailliste du syndicat. Il est élu président du TUC pour l'année 2008.
En juillet 2020, il annonce sa décision de se retirer à la fin de l'année. Christina McAnea est élue pour lui succéder, remportant 47,7% des voix.
Le 14 octobre 2022, dans le cadre des distinctions spéciales de 2022, Prentis reçoit une pairie à vie, siégeant pour le Parti travailliste. Le 18 novembre 2022, il est créé baron Prentis de Leeds, de Harehills dans la ville de Leeds.
En 2000, on lui diagnostique un cancer de l'œsophage et de l'estomac. Il s'est fait enlever une grande partie de son estomac, subit une chimiothérapie, puis a contracté le SARM à l'hôpital. Depuis sa guérison d'un cancer, il est incapable de manger de gros repas.